# Ali Ahmadzadeh
Seyed Ali Ahmadzadeh, né le 11 septembre 1964 à Gatchsaran, est un homme politique iranien indépendant et gouverneur général du Kohguilouyeh-et-Bouyer-Ahmad depuis le 22 septembre 2021. Il est avocat et titulaire d'un doctorat en droit privé.
Il est titulaire d'un doctorat et d'une maîtrise en droit privé de l'université Tarbiat Modares de Téhéran et de l'université de Qom, ainsi que d'une maîtrise en administration publique.
Ahmadzadeh a travaillé comme gouverneur de Gatchsaran entre 1994 et 1998 et a été adjoint économique du gouverneur général de Qom de 2005 à 2009.

## Vie privée
Ali Ahmadzadeh est né le 11 septembre 1964 à Gatchsaran dans une famille musulmane et chiite. Le 7 décembre 1993, il épouse Sayeda Maryam Hosseini.